# Bi da ba băng
Bi da ba băng (đôi khi được gọi là carom ba băng, bi a ba băng) là một hình thức phổ biến của trò chơi bida carom.
Mục đích của trò chơi là đánh trái bi cái của mình chạm vào cả hai bi kia và đập vào các thành bàn ít nhất ba lần trước khi chạm bi cuối cùng. Một điểm được tính cho mỗi lần chạm thành công. Trong hầu hết các cú đánh, bi cái chạm vào các bi kia một lần mỗi lần, mặc dù có thể đánh chúng chạm bất kỳ số lần nào đều được phép, miễn là cả hai đều bị chạm trúng. Các tiếp xúc giữa bi cái và thành bàn có thể xảy ra trước và/hoặc sau khi chạm vào bi đối tượng đầu tiên. Bi cái không phải chạm vào ba thành bàn khác nhau miễn là có tiếp xúc với thành bàn ít nhất ba lần. Mỗi người chơi có bi cái của riêng mình.
Trong bi da ba băng hiện đại, bi trung tính có màu đỏ, và các bi cái có màu trắng vàng. Sự ra đời của bi màu vàng (thay vì hai bi màu trắng) không làm thay đổi bất kỳ quy tắc nào, mỗi người chơi luôn sử dụng một bi cái của riêng mình, với những dấu nhỏ trên bi màu trắng để phân biệt chúng với nhau. Tô màu bi màu vàng giúp khán giả dễ dàng theo dõi trò chơi hơn.

## Lịch sử
Bi da ba băng có từ những năm 1870, và trong khi nguồn gốc của trò chơi không hoàn toàn được biết đến, nó đã phát triển từ carom một băng, từ đó phát triển từ bida một băng vì lý do tương tự như balkline cũng phát sinh từ bida một băng. Những phát triển mới như vậy làm cho trò chơi trở nên thử thách hơn, ít lặp đi lặp lại và thú vị hơn đối với khán giả cũng như người chơi, bằng cách cản trở khả năng của những người chơi có kỹ năng cao đạt được điểm cao tùy ý sau khi thực hiện các cú đánh gom bi vào góc.

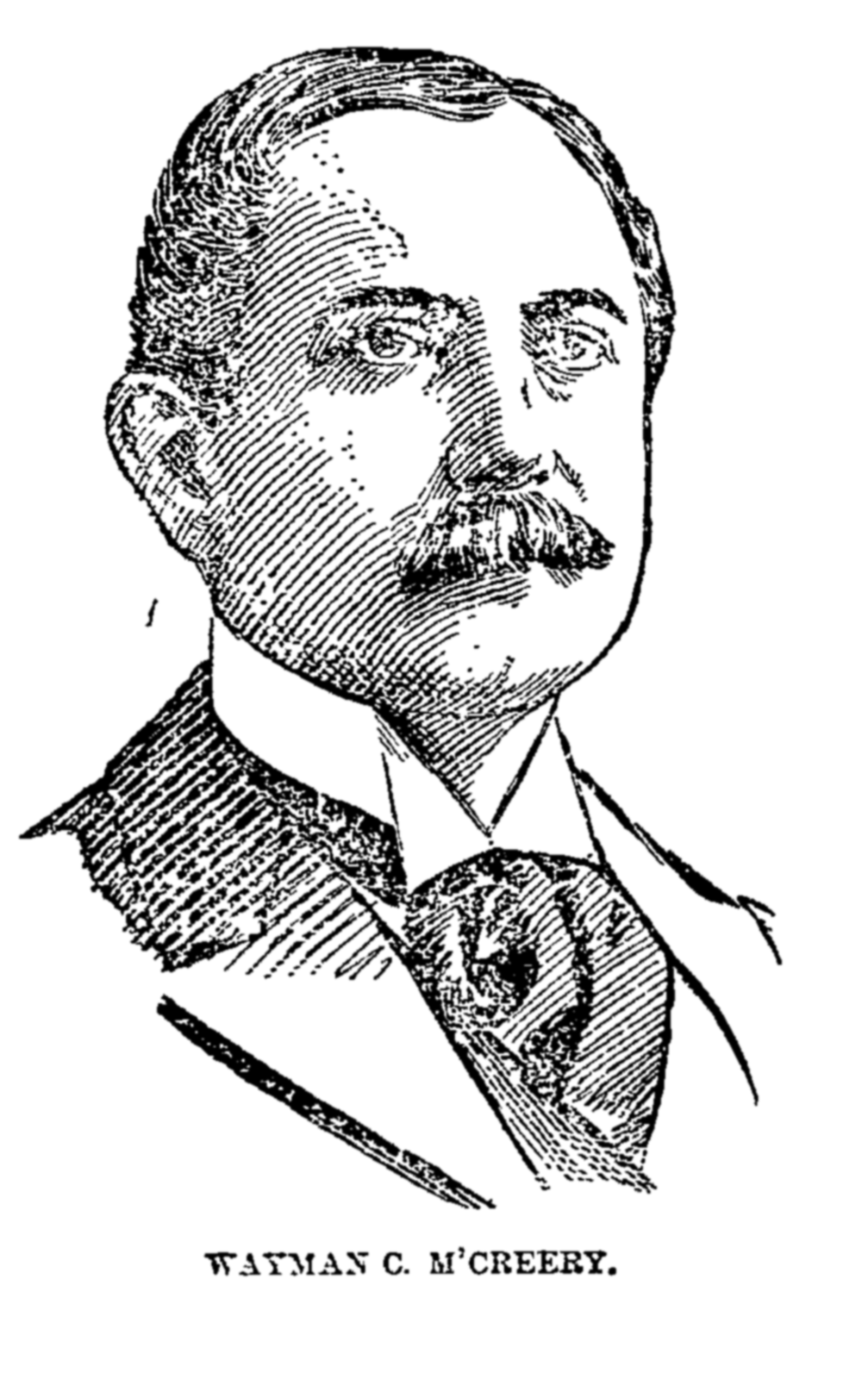
Wayman C. McCreery, nhà phổ biến và nhà phát minh của bida ba băng

Không thể chối cãi rằng nhân viên thu thuế của Cảng St. Louis, Missouri, Wayman Crow McCreery, sinh ngày 14 tháng 6 năm 1851 tại St. Louis, đã phổ biến trò chơi này. Ít nhất một ấn phẩm nói rõ rằng ông đã phát minh ra bida 3 băng.
Giải đấu bida ba băng đầu tiên diễn ra vào ngày 14 – 31 tháng 1 năm 1878 tại C.   Phòng bi-a của E. Mussey ở St. Louis, với McCreery là người tham gia. New Yorker Leon Magnus đã giành chiến thắng giải này. High run cho giải đấu này chỉ là 6 điểm, và trung bình cao nhất cho mỗi cơ chỉ là 0,75. Bida 3 băng được chơi không thường xuyên trước năm 1907, với nhiều người chơi carom hàng đầu thời đó bày tỏ sự không thích của họ đối với trò chơi này. Tuy nhiên, sau khi giới thiệu Lambert Trophy vào năm 1907, trò chơi ngày càng trở nên phổ biến ở cả Hoa Kỳ và quốc tế.
Đến năm 1924, bida 3 băng đã trở nên phổ biến đến mức hai cơ thủ đỉnh cao trong các môn bi-a khác đồng ý tham gia trò chơi đặc biệt là cho một trận đấu thử thách. Vào ngày 22 tháng 9 năm 1924 Willie Hoppe, vô địch thế giới balkline (người sau này đã chuyển sang chơi bida 3 băng với một niềm đam mê), và Ralph Greenleaf, người giữ chức danh vô địch thế giới straight pool, chơi một trận đấu biểu diễn kéo dài nhiều ngày với mức điểm thắng là 600. Hoppe là người chiến thắng cuối cùng với số điểm cuối cùng là 600-527. Sự suy giảm của trò chơi này ở Hoa Kỳ bắt đầu vào năm 1952 khi Hoppe, lúc đó là nhà vô địch bida 51 lần, tuyên bố nghỉ hưu. Theo thời gian, bida ba băng thay thế hoàn toàn bida balkline, vốn đã từng là trò chơi carom vô địch thế giới.
Bida 3 băng vẫn duy trì sự phổ biến lớn ở các vùng của Châu Âu, Châu Á và Châu Mỹ Latinh, và là trò chơi bida carom phổ biến nhất được chơi ở Hoa Kỳ ngày nay, nơi pool phổ cập hơn nhiều.  Sự hồi sinh chậm của trò chơi ở Hoa Kỳ phổ biến là do sự ra mắt của giải đấu Sang Lee International Open ở Flushing, New York năm 2005, với số tiền thưởng giải nhất lên tới 25.000 đô la Mỹ. Trò chơi cũng đã thấy độ phủ sóng tăng lên trong các ấn phẩm thể thao dùng gậy có trụ sở tại Hoa Kỳ, chẳng hạn như Billiards Digest và Pool & Tạp chí Bida.

## Kỷ lục

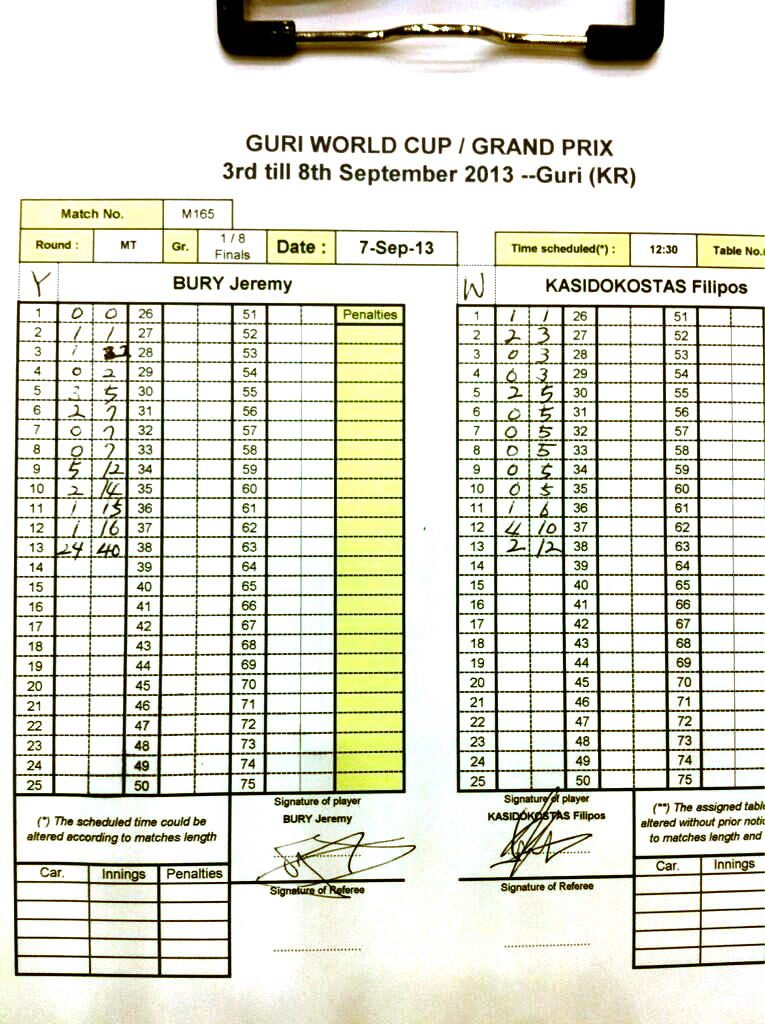
Bảng kết quả của Jérémy Bury với cơ 24 đ.

Bida ba băng là một trò chơi rất khó. Ở cấp độ quốc gia, các cơ thủ chỉ đạt được trung bình một điểm cho mỗi lượt cơ, và nếu đạt trung bình 1.5 điểm hoặc nhiều hơn trong mỗi lượt cơ thì cơ thủ đã đạt đẳng cấp thế giới.
Kỷ lục cao điểm của 1 lượt chơi (tính cả hai người) tại bida ba băng trong nhiều năm là 25, do Willie Hoppe người Mỹ thực hiện vào năm 1918 trong một cuộc triển lãm ở San Francisco. Năm 1968, Raymond Ceulemans cải thiện kỷ lục 1 cơ lên 26 trong một trận đấu tại giải Simonis Cup. Năm 1993, Junichi Komori lập kỷ lục 1 cơ 28 điểm trong một trận đấu tại Hà Lan, và cơ thủ Ceulemans đã lặp lại được kỷ lục này một lần nữa vào năm 1998 trong cùng một giải đấu. Vào năm 2012, Roland Forthomme đã lặp lại kỷ lục này tại Zundert. Trong Giải vô địch châu Âu năm 2013 tại Brandenburg, Đức, Frederic Caudron trở thành thành viên thứ tư của câu lạc bộ "28" điểm. Ceulemans đã từng đi một cơ 32 điểm trong một trận đấu không phải trong giải đấu chính thức, và không phải trận đấu biểu diễn. Kỷ lục điểm cao nhất của 1 lượt cơ từ trước đến nay trong một trận đấu tại Giải vô địch thế giới bida ba băng là 24, được Jérémy Bury thực hiện vào ngày 7 tháng 9 năm 2013 tại Guri, Hàn Quốc (xem bảng kết quả bên phải).
Khi cho phép các đối thủ ngưng trò chơi và bắt đầu các ván mới, mức ghi điểm liên tiếp cao kỷ lục hiện tại là 34 do cơ thủ người Hà Lan Dick Jaspers lập: trong trận Chung kết Giải vô địch châu Âu 2008 với Swede Torbjorn Blomdahl, đã chơi ba trận 15 điểm, Jaspers kết thúc game 1 với 13 điểm, ghi 15 điểm trong game thứ hai (bắt đầu bởi Blomdahl), và ghi 6 điểm trong cơ đầu tiên của game thứ 3.
Trận đấu hay nhất với 50 điểm tiêu chuẩn trong một giải đấu quốc gia là sáu cơ (trung bình 8,33) của Eddy Merckx (cụ thể: 4-9-26-7-0-4) tại giải Bundesliga Đức năm 2011. Ván hay nhất trong một giải đấu quốc tế là 9 cơ (trung bình 5,555) của Torbjorn Blomdahl vào năm 2000, còn nhà vô địch quốc gia Hàn Quốc và sau này là Sang Lee ghi được 50 điểm trong bốn cơ (cụ thể: 19-11-9-11, trung bình 12,5) trong một ván bida chấp tại Sang Lee Billiards ở Queens, New York.
Tỷ lệ trung bình của trận đấu tốt nhất là 5.625 (45 trong tám cơ trong ba trận; tức là chỉ có năm lần đánh trượt), được Dick Jaspers thực hiện trong trận chung kết cúp châu Âu nói trên ở Florange, Pháp, năm 2008. Đáng chú ý, đối thủ của anh là Blomdahl đạt điểm trung bình 3.0 nhưng vẫn thua cuộc. Mức trung bình cao nhất tại một giải đấu quốc tế là 2.537 (345 caramboles trong 136 hiệp) của Dick Jaspers năm 2002 tại một giải đấu 7 ván với Crystal Kelly ở Monaco, trong khi Jaspers đạt mức trung bình kỷ lục là 2.666 (200 caramboles trong 75 cơ) tại một giải đấu quốc gia bốn trận ở Veldhoven năm 2005.